# Urcuit
Urcuit település Franciaországban, Pyrénées-Atlantiques megyében. Lakosainak száma 3006 fő (2022. január 1.). Urcuit Urt, Saint-Martin-de-Seignanx, Briscous, Lahonce, Mouguerre és Saint-Barthélemy községekkel határos.

## Népesség
A település népessége az elmúlt években az alábbi módon változott:
| Lakosok száma | 2344 | 2375 | 2479 | 2492 | 2606 | 2725 | 2845 | 2914 | 3006 |
|               | 2013 | 2015 | 2016 | 2017 | 2018 | 2019 | 2020 | 2021 | 2022 |